# Villa Piovene
| Imagem: Cidade de Vicenza e Villas de Palladio no Véneto | A Villa Piovene está incluída no sítio "Cidade de Vicenza e Villas de Palladio no Véneto", Património Mundial da UNESCO. |  |

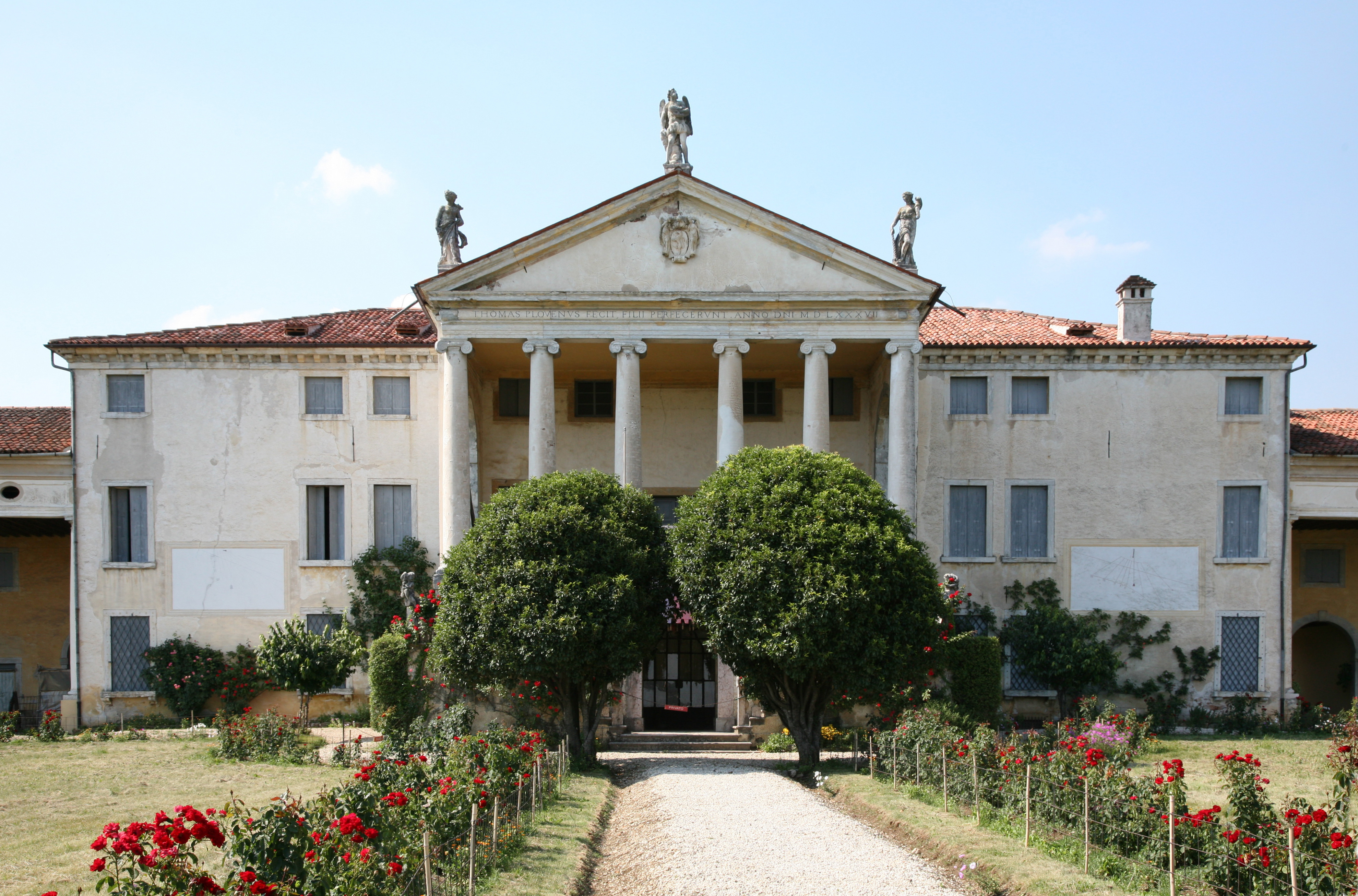
Fachada da Villa Piovene.

A Villa Piovene é uma villa quinhentista italiana, situada em Lonedo di Lugo di Vicenza, Província de Vicenza, no Véneto. Põe-se a hipótese de ter sido alvo duma intervenção do arquitecto Andrea Palladio, cerca de 1539, com intervenções posteriores de Francesco Muttoni.
A villa está classificado, desde 1996, como Património Mundial da Humanidade pela UNESCO, juntamente com as outras villas palladianas do Véneto.

## História

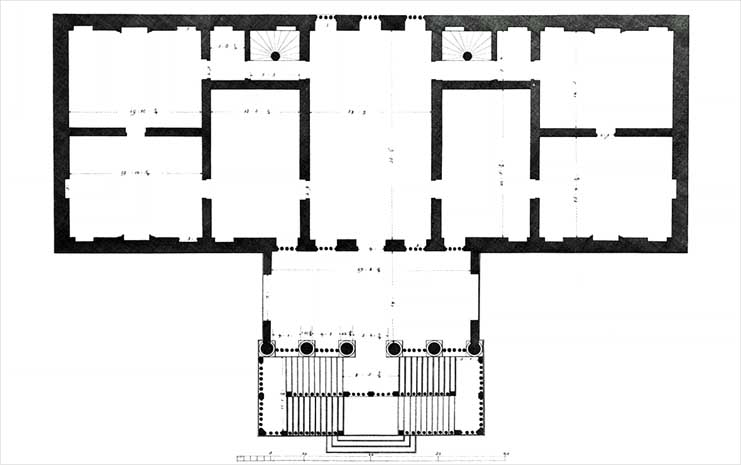
Planta da villa, desenhada por Ottavio Bertotti Scamozzi, 1778.

A Villa Piovene foi uma encomenda da aristocrática família Piovene, sendo construida por volta de 1539-1540 em competição com a imediatamente vizinha Villa Godi, a qual se ergue a poucas centenas de metros. Foi provada a existência de rivalidades entre as nobres famílias Piovene e Godi. O seu arquitecto foi Andrea Palladio. A villa foi a ambição de Battista Piovene e do seu filho Tommaso Piovene, sendo este último, possivelmente, o responsável pela encomenda da estrutura. A família Piovene parecia menos interessada em igualar o tamanho da Villa Godi que na escolha da oficina artesanal que levaria a cabo a obra, a de Giovanni di Giacomo da Polezza, de Pedemuro, que também era responsável pela execução da villa vizinh.
São mais as dúvidas que as certezas no que diz respeito à implicação de Palladio na realização desta villa. Em primeiro lugar, este edifício não foi incluido em I Quattro Libri dell'Architettura, obra que Palladio publicou em 1570, apesar de outras villas devidamente autografadas também terem sido excluidas, como a Villa Gazzotti Grimani ou a Villa Valmarana de Vigardolo. Mas são, sobretudo, as características do edifício o que desperta a maior perplexidade: a planimetria é pouco sofisticada, as janelas rompem a fachada sem qualquer ordem particular e o pronau insere-se com dureza no corpo do edifício.

## Detalhes arquitectónicos

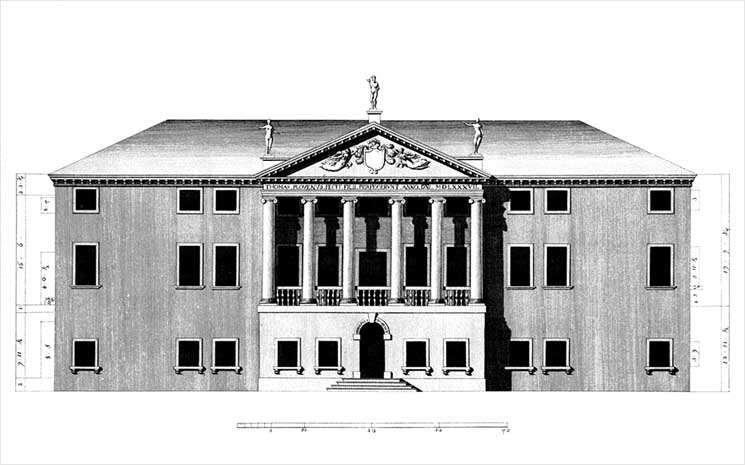
Vista em perspectiva, por Scamozzi, 1778.

Dos documentos existentes, deduz-se que a villa era originalmente mais pequena do que aparece actualmente. Seguramente, o edifício é fruto de, pelo menos, três campanhas de trabalho: os documentos certificam a presença duma casa senhorial, certamente mais pequena que a actual, realizada por volta de 1541, a qual foi ampliada num segundo momento com a inserção do pronau, que mostra gravada a data 1587.
A loggia que se projecta no centro - seis colunas jónicas sustentam um frontão triangular - foi começado por Palladio por volta de 1570 e completada em 1587, sete anos depois da morte do arquitecto. Também se pode assumir que a ampliação da casa senhorial e os ritmos verticais de janelas tiveram lugar, na década de 1570, de acordo com os desejos de Palladio, embora não executados por ele.
Mais tarde, na primeira metade do século XVIII, o arquitecto Francesco Muttoni construiu as actuais barchesse (armazéns agrícolas) laterais, corrigiu o jardim e, provavelmente, realizou a escada com dupla rampa que conduz à loggia. A escadaria cenográfica que dá acesso à villa foi, no entanto, realizada alguns anos antes, com o belo portão de 1703.
Actualmente, a villa contempla-se contra o fundo pitoresco dum jardim, que foi criado no século XIX, situado na planície do rio Astico.